# Kees Hoving
Kees Hoving   (Medan, 1919 - Utrecht, 1991) fou un nedador neerlandès, especialista en els 100 metres lliures, que va competir durant la dècada de 1930.
En el seu palmarès destaca una medalla d'or en els 100 metres lliures del Campionat d'Europa de natació de 1938, per davant Frederick Dove i István Kőrösi. La Segona Guerra Mundial i un conflicte amb el seu club va fer que no participés en cap altra competició internacional fins al Campionat d'Europa de 1947. Va guanyar el campionat nacional dels 100 metres lliures de 1937, 1938, 1941, 1946 i 1948, i establí set rècords nacionals entre 1937 i 1946.